# القوات المسلحة الألبانية
القوات المسلحة الألبانية هي القوات الرسمية التي تحمي دولة ألبانيا وذلك منذ استقلال ألبانيا من الحكم العثماني في سنة 1912 وتتألف من الموظفين العامين الألبانيين ومن القوات البرية الألبانية القوات الجوية الألبانية والقوات البحرية الألبانية وهذهِ القوات هي جزء من حلف شمال الأطلسي والقائد الأعلى لهذه القوات هو الرئيس الألباني ووزير الدفاع الألباني، وتتكون القوات الألبانية من 14,500 جندي.